# بيل حميد
بيل حميد (بالإنجليزية: Bill Hamid) (25 نوفمبر 1990 الولايات المتحدة - ) هو لاعب كرة قدم أمريكي، يلعب كحارس مرمى.

## وصلات خارجية
بيل حميد على موقع الدوري الأمريكي (الإنجليزية)
- بيل حميد على موقع قاعدة بيانات كرة القدم.إي يو (الإنجليزية)
- بيل حميد على موقع ناشيونال فوتبول تيمز (الإنجليزية)
- بيل حميد على موقع Soccerbase.com (لاعب) (الإنجليزية)
- بيل حميد على موقع Soccerway.com (الإنجليزية)
- بيل حميد على موقع عالم كرة القدم.نت (الإنجليزية)
- بيل حميد على موقع AS.com (الإسبانية)